# Le Vignon-en-Quercy
Le Vignon-en-Quercy község Franciaország Okcitánia régiójában, Lot megyében. Új községként 2019. január 1-jén jött létre Les Quatre-Routes-du-Lot és Cazillac korábbi községek egyesítésével. Lakosainak száma 955 fő (2022. január 1.).

## Népesség
| Lakosok száma | 1014 | 1010 | 1006 | 985  | 970  | 955  |
|               | 2017 | 2018 | 2019 | 2020 | 2021 | 2022 |